# آذرخش‌دد
آذرخش‌دد (نام علمی: Fulgurotherium australe) نام یک گونه از تیره بلندتاج‌دندانان است.